# 오스카 프로모션
오스카 프로모션(Oscar Promotion Co.ltd)은 도쿄도 미나토구에 본사를 둔 일본의 연예 기획사이며, 사장은 고가 세이치이다.

## 설립
- 아오야마 팔라시오 타워
- 시부야 구 진구마에에 있던 하라주쿠 중앙 아파트 내의 일실에서 모델 클럽으로 1970년 3월 27일 설립됐다. 그 후 1980년대 후반부터 연예 기획사 업무를 겸한 모델 업계에서 최대가 되었다. 2000년 정도부터 현재까지 남자 탤런트는 쟈니스, 개그맨은 요시모토 흥업, 미녀 탤런트는 오스카로 업계에서는 불리고 있다. 2011년에는 본사를 아오야마 팔라시오 타워로 이전했다. 또 "전 일본 국민적 미소녀 콘테스트", "美즈니스맨& 美즈니스우먼 콘테스트", "전 일본 미성 여자 대회" 등의 대규모 오디션을 개최하는 등 소속 탤런트의 발굴·선전에도 적극적이며 매년 CM여왕을 배출한다."미 문화의 창조"를 기업 활동의 정책이라며 총원 약 6000명의 탤런트·모델이 다방면으로 활동하고 있다.

디지털 콘텐츠 분야
IT계열의 지식에 정통한 디지털 콘텐츠 사업 본부라는 부서가 있다. 오스카 프로모션이 제작한 디지털 컨텐츠의 최초는 1995년에 연예 기획사 중에서 최초로 홈페이지를 만든 것이다.모바일 사이트의 "국민적 미소녀", 동영상 사이트"오스카 랜드", EC쇼핑 사이트의 "스타코레" 등 자사에서 운영하고 있는 사이트가 많다. 2010년 9월 1일, 연예 프로덕션이 최초로 SNS사이트 "beamie(비아미―)"을 오픈하였다. 2012년 7월에는 NTT도코모과 제휴하여 스마트 폰·태블릿용 쇼트 무비 콘텐츠 "otogi★ story(동화 ★ 이야기)"를 시작했다.
아시아 진출
중화인민공화국의 대형 모델 에이젼시 "CHINA BENTLEY"와 업무 제휴를 하였고, 중화민국의 국민적 인기 모델 임지령, 겨울연가에서 일본에서도 알려지게 된 박솔미, 한국에서 역수입된 여배우인후에키 유우코 등과 계약했다.
스포츠 분야
오스카 프로모션 소속의 아카 이사키가 2013년 8월 DDT프로 레슬링에 참가한 것을 계기로 2014년 6월에 DDT프로 레슬링과 업무 제휴를 맺었다. 동시에 DDT 소속 이부시 코타로와 타케시타 코노스케를 오스카 뮤직이 관리하게 되었다
소속사인 사생활
- "20세 이상이면 데뷔 후 5년 10대라면 25세까지 연애 금지"라는 규칙이 있다.

## 소속 탤런트
여성 탤런트
- 최근에는 다음의 여성 탤런트들을 선발했다. "오스카 미녀 군단"으로 프로모션 하기도 한다.

| - 이시무라 마이하(헬로! 프로젝트 OG) - 아카 이사키 - 이케가미 키미코 - 이케다 사에미 - 이케하타 시노부 - 이시카와 아사미 - 이즈미 치누 - 이나다나 오 - 이마이에 리 - 이마무라 마사미 - 이리에 카나코 - 이케자와 하루나 - 우에토 아야 - 오오코 오치 나나코 - 오카치에 - 오가와 나나 - 오다 아카네 - 오나카 코토미 - 오노 마아야 - 오노 미유키 - 오바 나키에 - 오바라 미츠요 - 아베 쿄카 | - 쿠스미 코하루 - 카이 마리에 - 카지와라 마유미 - 카데나 레오은 - 카와이 히카루 - 카와키타 마유코 - 카와무라 아키 - 카와무라 레미 - 카와모토 마유 - 키쿠카와 레이 - 키타가와 히로미 - 키요오라 나츠미 - 쿠가요 오코 - 쿠사부에 미츠코 - 쿠츠나 시오리 - 쿠도오 아야노 - 코이케 아오이 - 고리끼 아야메 - 코시바 후우카 - 고토오 쿠미코 - 코바야시 카나 - 코니시 사에카 | - 사카타 미즈호 - 사카모토 노리코 - 사사키 카나 - 사토오 아이코 - 사토 오우 타코 - 시카 누마 유키 - 시부키 준 - 시부야 아스카 - 시미즈 유키 - 스기우라 카나 - 스도 아츠코 - 스마시에 - 소다 마리에 |

| - 타카시 로케이 - 타키 구치 하루나 - 타케이 에미 - 타사키 나나 - 타나카 리카코 - 타마 루마키 - 타마키 에미 - 타나카 히나코 - 토가노 리사코 - 토마 베치 레나 - 토미오카 요시코 - TORICO | - 나이토 오리사 - 나카지마 후미에 - 나카다 아스미 - 나카무라 사쿠라 - 나카무라 시즈카 - 나카야마 메구미 - 나가야마 마유미 - 나시모토 마리나 - 난죠오 유카 - 니시타니 아야코 - 노구치 후미에 | - 하마노 유카 - 하라에리 - 하라 미키에 - 하라다 나츠키 - 하루키 - 히라마츠 카나코 - 후에키 유우코 - 후쿠시마 사토미 - 후쿠즈미 나츠키 - 후쿠다 사키 - 후쿠치 카요 - 후지사키 미세루 - 후지타니 미키 - 후지타 니콜 - 후지모토 에리코 - 후지모리 유우코 - 호소카와 나오미 - 홋타 아카네 - 호리 마유미 - 혼다 미유 - 혼다 진름 |

| - MAIKO - 마에노 치요코 - 마에다 아미 - 마에다 미츠키 - 마에다 비바리 - 마키 노사야 - 마츠시타 모에코 - 마야 미키 - 마리안 - 령내 때문 등 - 미사 키치카 - 미즈사와 아키 - 미즈사와 에레나 - 미즈타니 노아 - 미즈타니 유우 - 미즈마치 레코 - 미세 마미코 - 미나가와 나미 - 미노시마 히로미 - 미야자키 카렌 - 미와 아사미 - 무토우미 유키 - 무네다슈 쿠 - 무로이 리요자 - 모토스 기미카 - 모리 이즈미 - 모리타 아야카 | - 야나기 미키 - 야스다 마이 - 야마우치 쿠루미 - 야마카와 사야 - 야마구치 에리나 - 야마코 시사키에 - 야마사키 사아야 - 야마다 타카코 - 야마다 미나코 - 야마츠 아유미 - 골목 모모코 - 요코야마 메구미 - 요시키 유미 - 요네쿠라 료코 - 영아 |  |

## 남자 탤런트 (영화 배우)
- 아츠시
- 아베 야스노리
- 이이지마 히로키
- 이토 오요시 노리
- 오쿠노 소우
- 오오시마 켄이치
- 카네코 노보루
- 시오노 아키히사
- 시가 키타로
- 시마다요 오시치
- 세이노 히데미
- 진나이 타카노리 (업무 제휴)
- 타무라 료
- 나카무라 카이토
- 냄비 오사미
- 니시메 슌
- 마에카와 야스유키
- 미야카와 이치 로타
- 무라카미 히로아키
- 모리츠구 코오지

## 그룹
- 미소녀 클럽 31